# Skoskydd

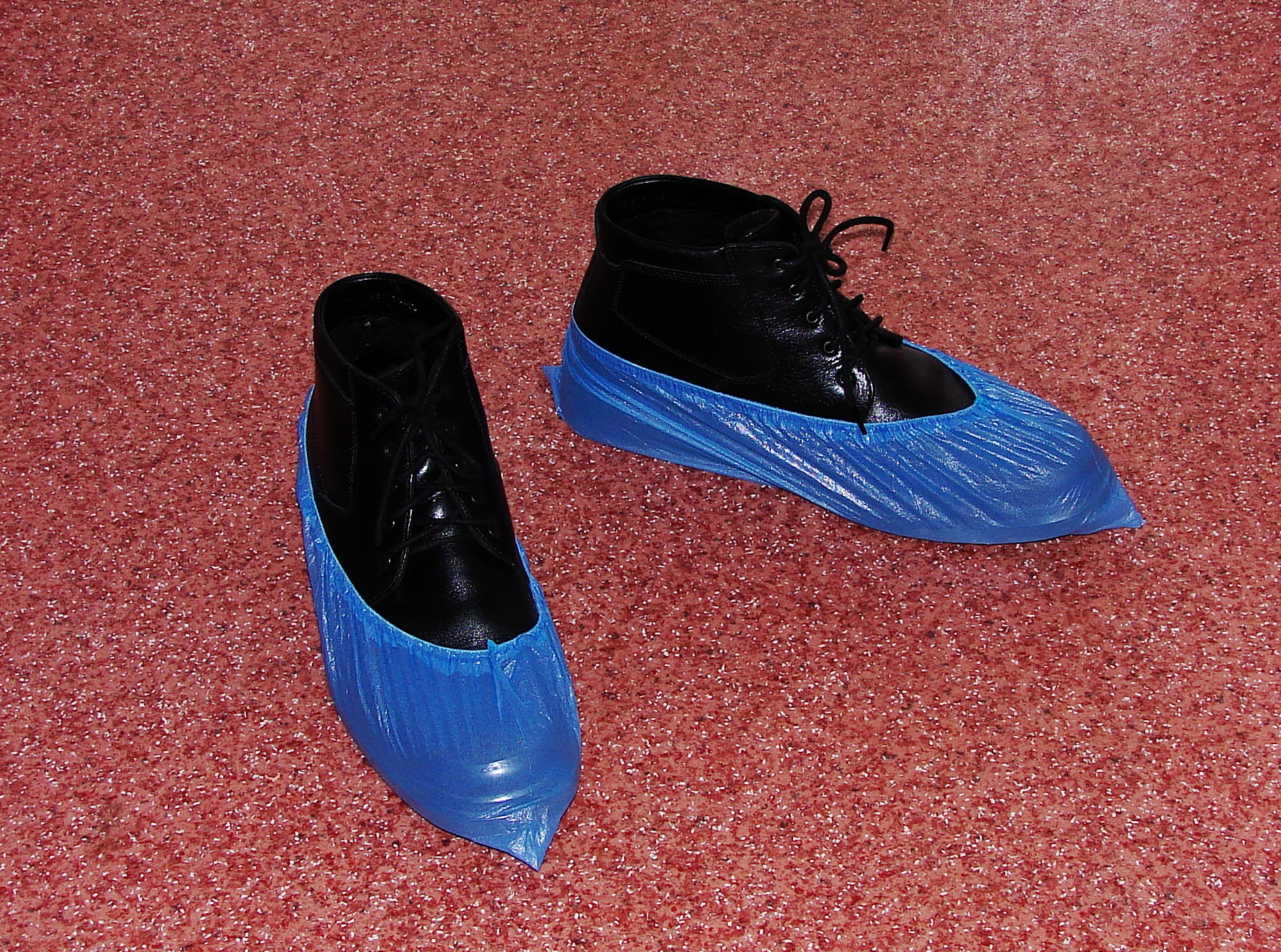
Blå skoskydd i plast för inomhusbruk.

Skoskydd eller skoöverdrag är fodral av plast eller gummi som används som skydd utanpå skor. De finns både för inom- och utomhusbruk. De för inomhusbruk används för att man ska kunna behålla utomhusskorna på inomhus och samtidigt skydda golv och mattor från vatten, lera och smuts. De för utomhusbruk används för att skydda skorna från vatten, lera och smuts. Det finns även fodrade i syfte att hålla fötterna varma.
Skoskydd för inomhusbruk används bland annat på förskolor.
Historiskt kan skoskydd syfta på damasker.